# Chaos Dragon
Chaos Dragon (ケイオスドラゴン?, Keiosu Doragon) è un media franchise giapponese basato su Red Dragon, un gioco di ruolo di Makoto Sanda che presenta vari personaggi ideati da Gen Urobuchi, Kinoko Nasu, Izuki Kogyoku, Simadoriru e Ryōgo Narita. Dal gioco sono stati tratti una serie televisiva anime, sottotitolata sekiryū sen'eki (赤竜戦役?, sekiryū sen'eki) ed acquistata in Italia dalla Dynit, che è stata prodotta dalla Silver Link e trasmessa in Giappone tra il 2 luglio e il 17 settembre 2015, e un videogioco per smartphone, sottotitolato konton sensō (混沌戦争?, konton sensō), che è uscito lo stesso giorno del debutto dell'adattamento animato.

## Trama
Nell'anno 3015 dell'Era Splendente, le nazioni di Donatia e Kouran combattono una guerra per la supremazia sul mondo. La piccola nazione insulare di Nil Kamui, alleata di Donatia, viene invasa e saccheggiata da Kouran: l'isola, divisa in due parti tra le due superpotenze, perde dunque la propria indipendenza. In seguito a questi eventi, uno dei sette draghi del mondo e dio guardiano dell'isola, il Drago Rosso, perde il controllo e provoca il caos sul territorio. Un gruppo di rivoluzionari cerca quindi di fermarlo, tentando nel frattempo di riottenere l'indipendenza.

## Personaggi
Ibuki (忌ブキ?)
Doppiato da: Marina Inoue
Creato da Simadoriru. Discendente della famiglia reale di Nil Kamui.
Eiha (エィハ?)
Doppiata da: Miyuki Sawashiro
Creata da Izuki Kougyoku. Guardiana di Ibuki, fusa con un demone.
Swallow Cratsvalley (スァロゥ・クラツヴァーリ?, Suarō Kuratsuwāri)
Doppiato da: Sōma Saitō
Creato da Kinoko Nasu. Membro dei Cavalieri del Drago Nero di Donatia.
Rou Chenfa (婁震華?, Rō Chenfa)
Doppiata da: Maaya Uchida
Creata da Gen Urobuchi. Assassina appartenente a un'organizzazione religiosa di Kouran.
Kaguraba Raihou Gramstahl (禍グラバ・雷鳳・グラムシュタール?, Kaguraba Raihō Guramushutāru)
Doppiato da: Unshō Ishizuka
Creato da Ryōgo Narita. Misterioso mercante immortale, proveniente dalla città-Stato di Haiga.

## Episodi
| Nº | Titolo italiano Giapponese 「Kanji」 - Rōmaji                  | In onda           | In onda |
| Nº | Titolo italiano Giapponese 「Kanji」 - Rōmaji                  | Giapponese        |         |
| 1  | Uccidi uno per salvarne molti 「一殺多生」 - Issatsutashō      | 2 luglio 2015     |         |
| 2  | Antinomia 「二律背反」 - Niritsuhaihan                         | 9 luglio 2015     |         |
| 3  | La sacra trinità 「三位一体」 - Sanmiittai                     | 16 luglio 2015    |         |
| 4  | Nemici da ogni lato 「四面楚歌」 - Shimensoka                  | 23 luglio 2015    |         |
| 5  | Completamente smarriti 「五里霧中」 - Gorimuchū                | 30 luglio 2015    |         |
| 6  | I sei cammini della trasmigrazione 「六道輪廻」 - Rokudō rinne | 6 agosto 2015     |         |
| 7  | Gli alti e bassi della vita 「七転八起」 - Shichitenhakki      | 13 agosto 2015    |         |
| 8  | Perfetta sotto ogni aspetto 「八面玲瓏」 - Hachimenreirō       | 20 agosto 2015    |         |
| 9  | Un cammino tortuoso 「九十九折」 - Tsuzuraori                  | 27 agosto 2015    |         |
| 10 | Scampare alla morte per un soffio 「十死一生」 - Jisshiisshō   | 3 settembre 2015  |         |
| 11 | Pandemonio 「百鬼夜行」 - Hyakkiyakō                           | 10 settembre 2015 |         |
| 12 | Una su mille 「千載一遇」 - Senzaiichigū                       | 17 settembre 2015 |         |